# Владимир Николов (актьор)
Вижте пояснителната страница за други личности с името Владимир Николов.
Владимир Николов Георгиев е български драматичен актьор.

## Биография
Роден е през март 1877 г. в София. Учи актьорско изкуство при Пол Муне в театралната школа на Масе в Париж и в Санкт Петербург. След като се завръща в България играе в трупите „Зора“ и „Сълза и смях“ в София. В периодите 1904-1910; 1913-1915 и 1920-1923 г. играе на сцената на Народния театър. Заедно с други актьори и съпругата му Султана Николова, през 1910 г., създават пътуващия „Нов народен театър“. Играе на сцените на театрите в Плевен, Пловдив и Русе, както и в пътуващата трупа на Петър Стойчев и Иван Попов „Сълза и смях“.

## Роли
Владимир Николов през годините играе множество роли, по-известни, от които са:
- Тибалд – „Ромео и Жулиета“;
- Клеант – „Тартюф“;
- Гастон – „Дамата с камелиите“;
- Хелмер – „Нора“;
- Иванко – „Иванко“.